# Laila Schou Nilsen
Laila Schou Nilsen (* 18. März 1919 in Grefsen, Vestre Aker; † 30. Juli 1998 in Oslo) war eine norwegische Eisschnellläuferin, Skirennläuferin, Tennisspielerin und Handballspielerin. Zusammen mit Undis Blikken und Synnøve Lie war sie eine Pionierin des norwegischen und internationalen Eisschnelllaufs der Damen.

## Biografie
Laila Schou Nilsen war eine äußerst vielseitige Sportlerin. Nachdem sie schon als Kind im Nordischen Skisport herausragende Leistungen gezeigt hatte, konzentrierte sie sich zunächst auf den Eisschnelllauf und gewann 1935 die inoffizielle Weltmeisterschaft der Damen im Frogner Stadion. Da der Eisschnelllauf der Damen nicht in das Programm der Olympischen Winterspiele 1936 in Garmisch-Partenkirchen aufgenommen wurde, aber zum ersten Mal alpine Skiwettkämpfe ausgetragen wurden, begann sie im Winter 1935/36 mit intensivem Skitraining und fand binnen kürzester Zeit den Anschluss an die internationale Spitze. Schließlich gewann sie bei den Winterspielen 1936 mit der schnellsten Zeit im Abfahrtslauf die Bronzemedaille in der Kombination. Danach wurde sie als bis dato jüngste Sportlerin mit dem Egebergs Ærespris ausgezeichnet.
In den nächsten Jahren war Nilsen gleichermaßen im Skisport und im Eisschnelllauf aktiv und begann auch mit Tennis. Bei den Eisschnelllauf-Mehrkampfweltmeisterschaften 1937 in Davos sowie 1938 in Oslo wurde sie Weltmeisterin. In Davos gewann sie alle vier Distanzen und stellte vier Weltrekorde auf (500, 1000, 3000 und 5000 m). Der Rekord über 500 m wurde erst 1955 von Tamara Rylowa in Alma-Ata gebrochen. Den Weltrekord über 1500 m hielt sie bis 1950. Bei den Alpinen Skiweltmeisterschaften 1938 in Engelberg wurde sie Sechste im Slalom, Siebte in der Kombination und Achte in der Abfahrt; ein Jahr später erzielte sie bei den Skiweltmeisterschaften 1939 in Zakopane Platz fünf in der Kombination, Platz sieben im Slalom und Rang zehn in der Abfahrt. Neben ihren internationalen Erfolgen wurde sie auch Norwegische Meisterin im Eisschnelllauf in den Jahren 1935, 1937, 1939 und 1940 und gewann von 1939 bis 1948 zehn norwegische Meistertitel im Alpinen Skisport und 1938 den Schweizer Meistertitel in der Abfahrt. 1948 nahm sie im Alpinen Skilauf erneut an den Olympischen Winterspielen teil. Im schweizerischen St. Moritz wurde sie Siebte in der Abfahrt, 13. in der Kombination und 14. im Slalom.
Im Tennis war Nilsen noch bis 1961 aktiv. Insgesamt gewann sie in dieser Sportart 85-mal eine norwegische Meisterschaft, darunter 23-mal im Einzel und 28-mal im Doppel. Auch im Handball gewann sie viermal die Norwegische Meisterschaft, außerdem bestritt sie zwölf Länderspiele für die norwegische Handballnationalmannschaft. Darüber hinaus nahm sie viermal an der Rallye Monte Carlo teil. Neben ihrer sportlichen Karriere gründete Nilsen nach dem Zweiten Weltkrieg eine Firma in der Sportartikelbranche. In den 1960er- und 70er-Jahren war sie Sportfunktionärin, unter anderem im Norwegischen Olympischen Komitee.

## Persönliche Rekorde im Eisschnelllauf
- 500 m – 46,4 s
- 1000 m – 1:38,8 min
- 1500 m – 2:38,1 min
- 3000 m – 5:29,6 min
- 5000 m – 9:28,3 min

## Ergebnisse im alpinen Skisport

### Olympische Winterspiele
- Garmisch-Partenkirchen 1936: 3. Kombination
- St. Moritz 1948: 7. Abfahrt, 13. Kombination, 14. Slalom

### Alpine Skiweltmeisterschaften
- Engelberg 1938: 6. Slalom, 6. Kombination, 8. Abfahrt
- Zakopane 1939: 5. Kombination, 7. Slalom, 10. Abfahrt